# Adam Silvera
Adam Silvera (n. 7 iunie 1990, South Bronx⁠(d), New York, SUA) este un autor american de romane de ficțiune pentru adulți tineri, cunoscut pentru cele mai bine vândute romane Amândoi mor la sfârșit (They Both Die at the End⁠(d)), More Happy Than Not și Trecutul e tot ce mi-ai lăsat (History Is All You Left Me⁠(d)).

## Viața și cariera
Adam Silvera s-a născut și a crescut în South Bronx din New York City. Mama lui, Persi Rosa, este portoricană și asistentă socială. Silvera a început să scrie când avea în jur de 10 sau 11 ani, lucrând inițial la fan fiction.
El a lucrat ca barman, vânzător de cărți și cronicar pentru Shelf Awareness înainte de a deveni scritor publicat. Silvera este deschis despre luptele sale cu depresia și a dezvăluit că a fost diagnosticat cu tulburare de personalitate borderline. De asemenea, este deschis despre homosexualitate.
Primul roman al lui Silvera, More Happy Than Not, a fost publicat pe 2 iunie 2015 de Soho Teen . Cartea este un best seller din New York Times  și a fost selectată pe lista scurtă pentru Lambda Literary Award for Children's and Young Adult Literature⁠(d). Începând cu 2020, HBO Max dezvolta More Happy Than Not ca un serial cu episoade de câte o oră, Drew Comins și Silvera fiind producători executivi ai proiectului.
Al doilea roman al său, Trecutul e tot ce mi-ai lăsat, a fost publicat pe 17 ianuarie 2017 de Soho Teen. În același an, Amândoi mor la sfârșit a fost publicat de HarperTeen pe 5 septembrie 2017. Inițial achiziționat de HBO în 2019 pentru a fi dezvoltat într-un serial scris de Chris Kelly și produs executiv de JJ Abrams, Adam Silvera a anunțat că va servi drept creator, scenarist și producător executiv pentru o adaptare a unui serial TV a romanului său Amândoi mor la sfârșit.
Al patrulea roman al lui Silvera, What If It's Us, a fost scris împreună cu Becky Albertalli și publicat în 2018 de HarperTeen. Drepturile de film ale cărții au fost vândute către Anonymous Content în 2018, Brian Yorkey fiind scenarist.
Seria fantastică Infinity Cycle a lui Silvera a început cu Infinity Son, publicată în 2020.
În iunie 2020, în onoarea celei de-a 50-a aniversări a primei parade LGBTQ Pride, Queerty l-a numit pe Silvera printre cei cincizeci de eroi „care conduc națiunea către egalitate, acceptare și demnitate pentru toți oamenii”.

## Scrieri

### Romane
- More Happy Than Not (2020)
- History Is All You Left Me (SoHo Teen, 2017)

#### SeriaDeath-Cast
- They Both Die At The End ( HarperTeen, 2017)
  - The Father Does Not Die at the End (2022), publicat ca parte a They Both Die at the End, Ediția de colecție
- The First to Die at the End (2022)
- No One Knows Who Dies at the End (2025)[19]

#### SeriaWhat If It's Us
- What If It's Us, în colaborare cu Becky Albertalli (HarperTeen, 2018)
- Here's To Us, în colaborare cu Becky Albertalli (HarperTeen/Balzer + Bray, 2021)[20]

#### SeriaTheInfinity Cycle
- Infinity Son (2020)
- Infinity Reaper (2021)
- Infinity Kings (2024)[21]

### Nuvele
- Because You Love to Hate Me: 13 Tales of Villainy (scriitor care contribuie) (Bloomsbury, 2017)
- (Don't) Call Me Crazy (scriitor care contribuie) (Algonquin, 2018)
- Color Outside the Lines (SoHo Teen, 2019)